# Phoenix Contact
Phoenix Contact GmbH & Co. KG er en tysk virksomhed indenfor komponenter og systemer indenfor elektroteknik, elektronik og automation. Deres hovedsæde er i Blomberg. 
I 2021 var der ca. 20.000 ansatte og en omsætning på 2,95 mia. euro.
Hugo Knümann grundlagde i 1923 i Essen en handelsvirksomhed for elektroprodukter og kørestrømsklemmer til jernbaner.